# Gare de Moulins-sur-Allier
La gare de Moulins-sur-Allier est une gare ferroviaire française située sur le territoire de la commune de Moulins, dans le département de l'Allier en région Auvergne-Rhône-Alpes.
Moulins-sur-Allier est une gare, de moyenne importance, de la Société nationale des chemins de fer français (SNCF), bénéficiant du service d'information en ligne Gares en mouvement, desservie par des trains de grandes lignes Intercités. C'est aussi une gare des réseaux des trains express régionaux d'Auvergne-Rhône-Alpes (TER Auvergne-Rhône-Alpes) et de Bourgogne-Franche-Comté (TER Bourgogne-Franche-Comté). Les principales villes accessibles depuis la gare sont Angers, Bourges, Clermont-Ferrand, Dijon, Lyon, Nantes, Nevers, Paris, Roanne, Saumur, Tours, Vichy et Vierzon.

## Situation ferroviaire
Établie à 222 mètres d'altitude, la gare de Moulins-sur-Allier est située au point kilométrique (PK) 313,095 de la ligne de Moret - Veneux-les-Sablons à Lyon-Perrache entre les gares de Villeneuve-sur-Allier et Bessay-sur-Allier.
Gare de bifurcation, elle est également située au PK 408,456 de la ligne de Montluçon à Moulins (partiellement fermée), et également à l'origine de la ligne de Moulins à Mâcon (partiellement déclassée).

## Histoire

### Gare PLM (1853-1938)

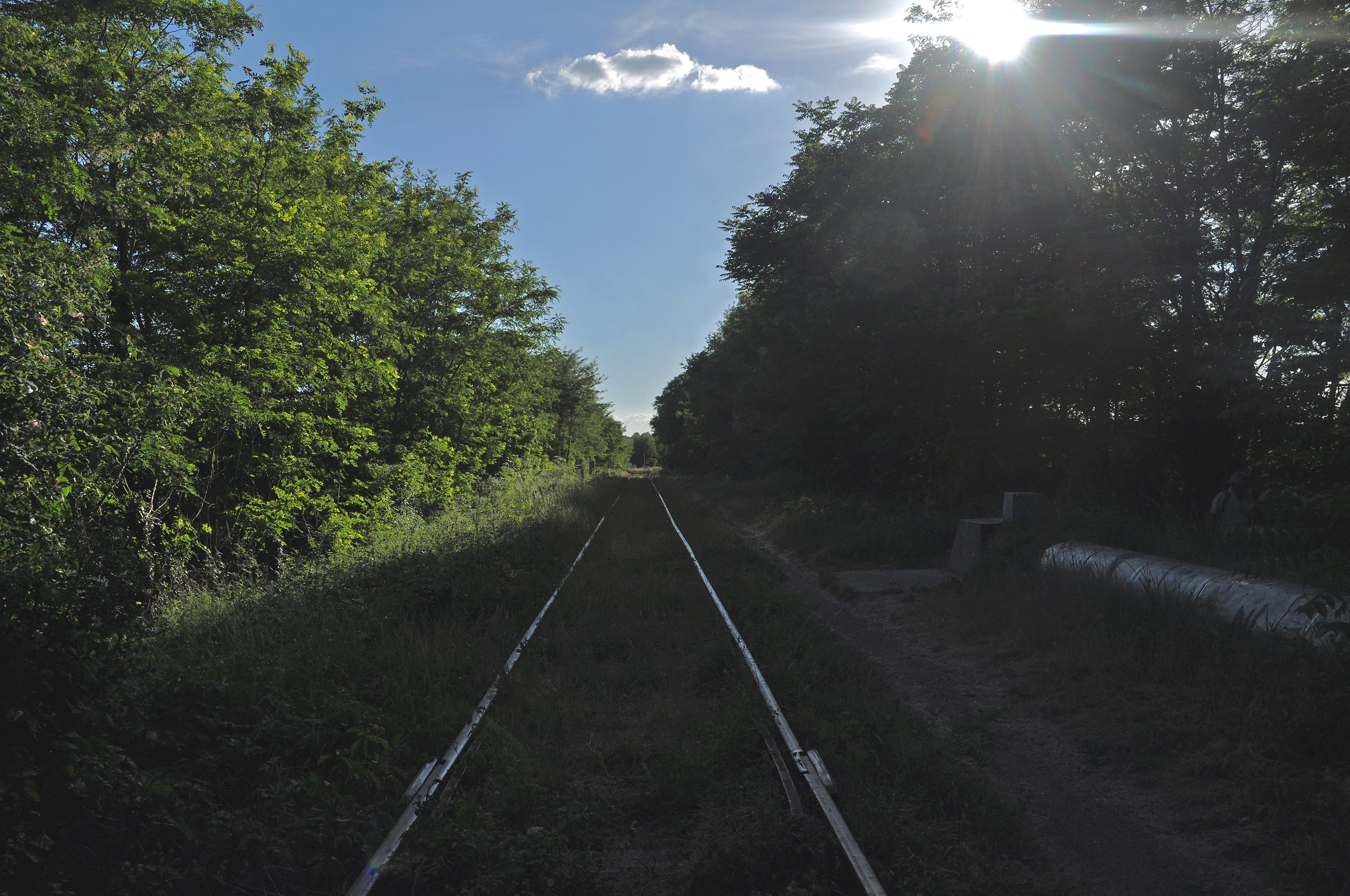
Ancienne ligne vers Montluçon.

La gare de Moulins est ouverte le 15 mai 1853 lors de la mise en service du tronçon Saincaize – Moulins de la ligne de Moret à Lyon. Le 22 août, cette ligne (alors considérée comme la ligne de Nevers à Clermont) est prolongée jusqu'à Varennes-sur-Allier. La ligne de Montluçon à Moulins a ouvert le 7 novembre 1859, puis celle de Moulins à Mâcon en 1869 ; elles ferment respectivement au trafic voyageurs en 1972 et en 1968.
La loi du 2 mai 1855, approuvant une convention tripartite entre les compagnies du Grand-Central, du Paris-Orléans et du Paris-Lyon, fait passer sous le contrôle du Grand-Central la ligne de Nevers à Clermont. Ce dernier est également le concessionnaire de la ligne Montluçon-Moulins.
En 1857, le Grand-Central en déconfiture est partagé, entre le Paris-Lyon-Méditerranée et le Paris-Orléans. Les premiers obtiennent le contrôle de la ligne Nevers-Clermont, future ligne de Moret à Lyon, tandis que les seconds récupèrent la ligne de Montluçon à Moulins.
Jusqu'en 1938, année de création de la SNCF, Moulins était une gare d'échanges entre le PO et le PLM.

### Gare SNCF (depuis 1938)
La gare est électrifiée en 25 kV – 50 Hz en 1989 au titre du projet de l'électrification de la ligne de Moret à Clermont-Ferrand. Les voitures Corail Téoz, rénovées, arrivent sur cette relation en 2003.
De 2010 à 2012, d'importants travaux sont réalisés afin d'adapter la gare à devenir un pôle d'échanges intermodal. Moulins Communauté, autorité organisatrice des transports de l'agglomération moulinoise, a fait le choix, avec le concours de l'Europe, de l'État, du Conseil régional d'Auvergne, du Conseil général de l'Allier, de Réseau Ferré de France et de la SNCF, de créer un programme afin d'aménager un pôle d'échanges intermodal (PEI) autour de la gare de Moulins. Le PEI offre la possibilité d'utiliser plusieurs modes de transports au cours d'un même trajet, nécessitant de bonnes correspondances entre le réseau Grandes Lignes de la SNCF, les TER de certaines régions, le réseau Cars Région Allier, le réseau de bus urbains Aléo et le réseau de transport à la demande TADéal.
Côté Moulins, le bâtiment voyageurs est réorganisé et les fonctionnalités, les services clients et les commerces ont été développés. Les façades ont été ravalées et ce bâtiment est aménagé pour les personnes à mobilité réduite. Le parvis de la gare comprend une voie dépose-minute et un emplacement pour les taxis au sud. Il s'accompagne d'un aménagement paysager et de services aux usagers. Au nord du bâtiment, sont aménagés une nouvelle gare routière, accueillant les autocars des lignes interurbaines, régionales et départementales (les six quais sont numérotés) ; une aire d'arrêt pour les bus urbains ; ainsi qu'un parking de 140 places. Côté Yzeure, sont aménagés : un parking d'environ 85 places (dont une vingtaine réservées au personnel de la SNCF) ainsi qu'une aire d'arrêt pour les bus urbains et un nouveau paysage urbain. La liaison entre Moulins et Yzeure est assurée par une passerelle piétonne, équipée d'ascenseurs et d'escaliers, accessible aux personnes à mobilité réduite. Elle offre un accès direct aux quais, également accessibles.
Le chantier concerne également le bâtiment principal : démolition partielle de l'aide nord du bâtiment avec relogement de la bibliothèque SNCF ; ravalement de la façade du parvis et des pignons ; création de sanitaires publics en cœur de gare, en lieu et place de l'ancienne salle d'attente ; réaffectation d'une zone de consigne et téléphone en espace d'attente ; rafraîchissement du hall ; aménagement d'équipements PMR (chemin de guidage pour malvoyants, tablette pour personnes à mobilité réduite ou de petite taille) ; développement de l'information voyageurs fixe (totems et signalétique fixe) et dynamique (cinq écrans) ; déplacement du distributeur automatique de billets de banque en l'intégrant dans la façade du bâtiment et relogement des taxis à l'extrémité sud du Buffet (local taxis et huit places de stationnement privé).

### Fréquentation
De 2015 à 2023, selon les estimations de la SNCF, la fréquentation annuelle de la gare s'élève aux nombres indiqués dans le tableau ci-dessous.
| Année                      | 2015    | 2016    | 2017    | 2018    | 2019    | 2020    | 2021    | 2022    | 2023    |
| -------------------------- | ------- | ------- | ------- | ------- | ------- | ------- | ------- | ------- | ------- |
| Voyageurs                  | 755 149 | 708 622 | 746 273 | 677 474 | 729 618 | 465 073 | 599 672 | 763 246 | 794 357 |
| Voyageurs et non voyageurs | 867 988 | 814 508 | 857 785 | 778 706 | 838 641 | 534 566 | 689 278 | 877 294 | 913 054 |

## Service des voyageurs

### Accueil
La gare est ouverte de 5 h à 22 h 30 du lundi au vendredi, de 6 h à 22 h 30 le samedi et de 7 h à 22 h 30 le dimanche et les jours fériés. Elle comprend des guichets ouverts de 6 h à 18 h 30 le lundi, de 7 h à 18 h 30 du mardi au vendredi, de 9 h 5 à 17 h 35 le samedi ainsi que de 9 h 5 à 12 h 30 et de 13 h 30 à 18 h 45 le dimanche et les jours fériés. En outre, il existe un commerce multifonction ouvert également tous les jours, des automates d'achat de billets régionaux et nationaux, une bulle d'accueil ouverte tous les jours pour accueillir, conseiller et accompagner les voyageurs qui en ont le besoin, une salle d'attente, réservée aux voyageurs, un photomaton en libre-service et des téléphones publics. La gare est dotée d'un distributeur automatique de billets de banque du Crédit Agricole (côté entrée générale de la gare), d'un service d'objets trouvés (côté quai), de bancs sur les quais nos 1, 2 et 3.
Depuis fin 2011, une passerelle équipée d'ascenseurs complète le passage souterrain pour l'accès aux quais.

Le bâtiment voyageurs
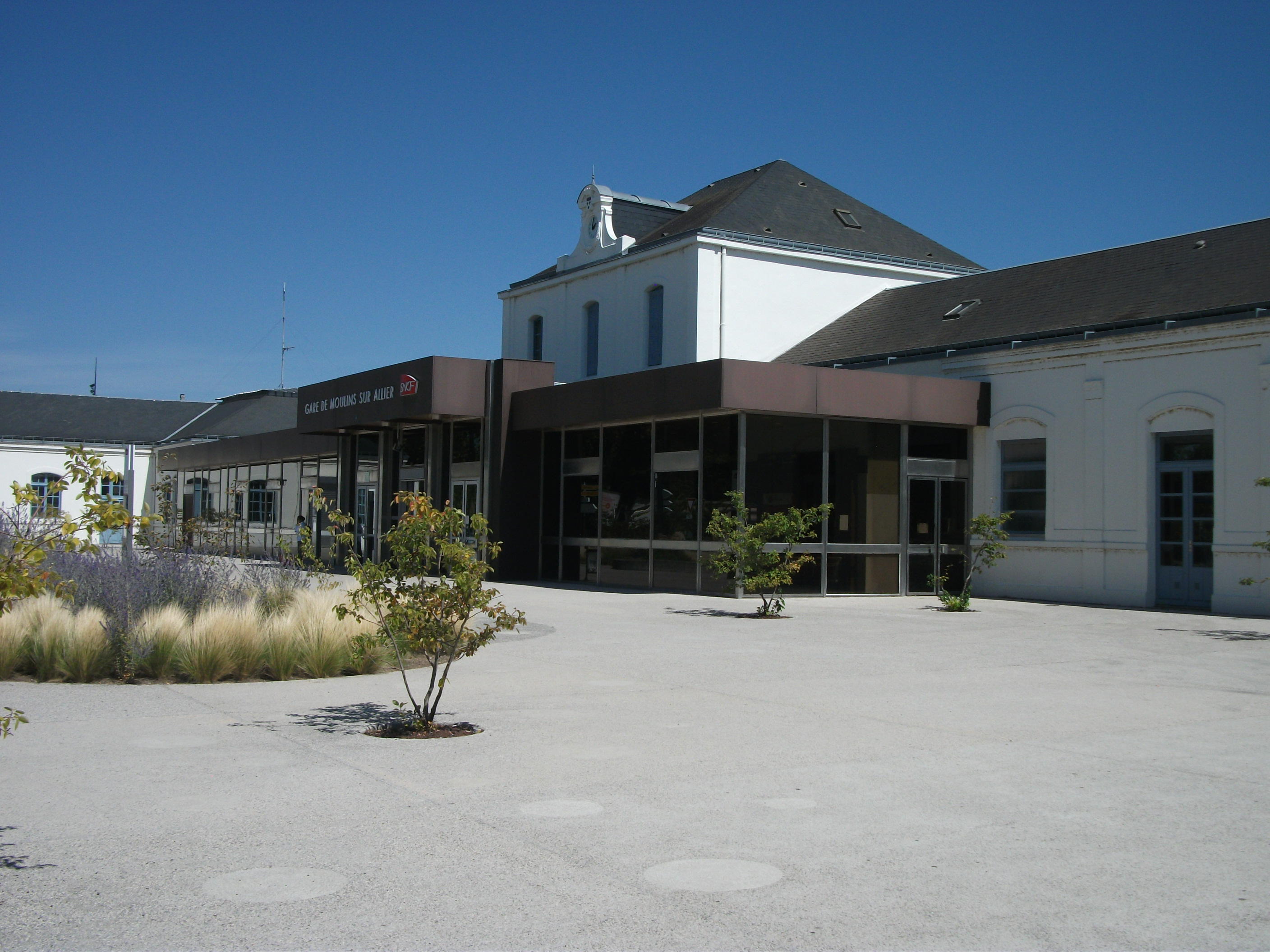
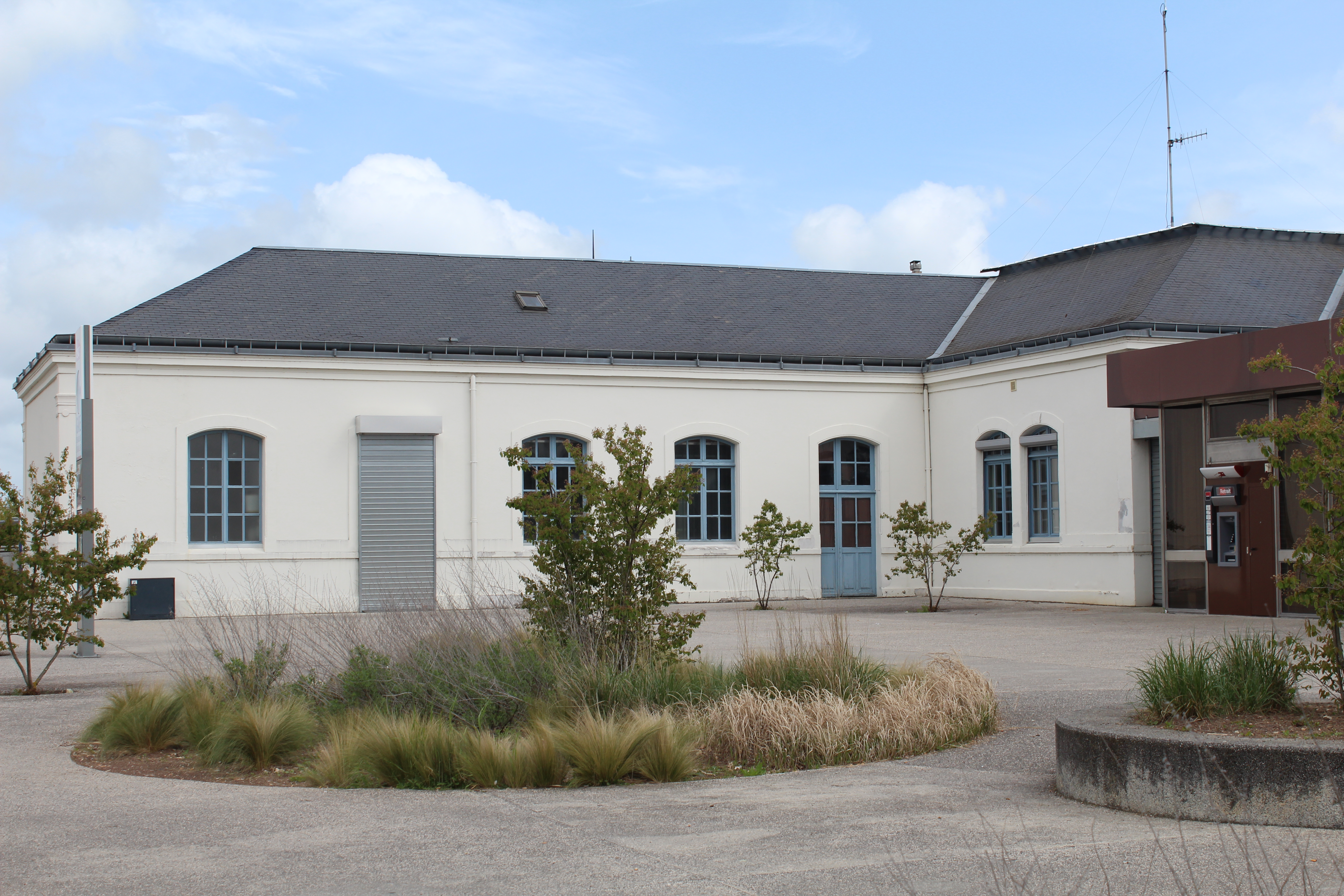
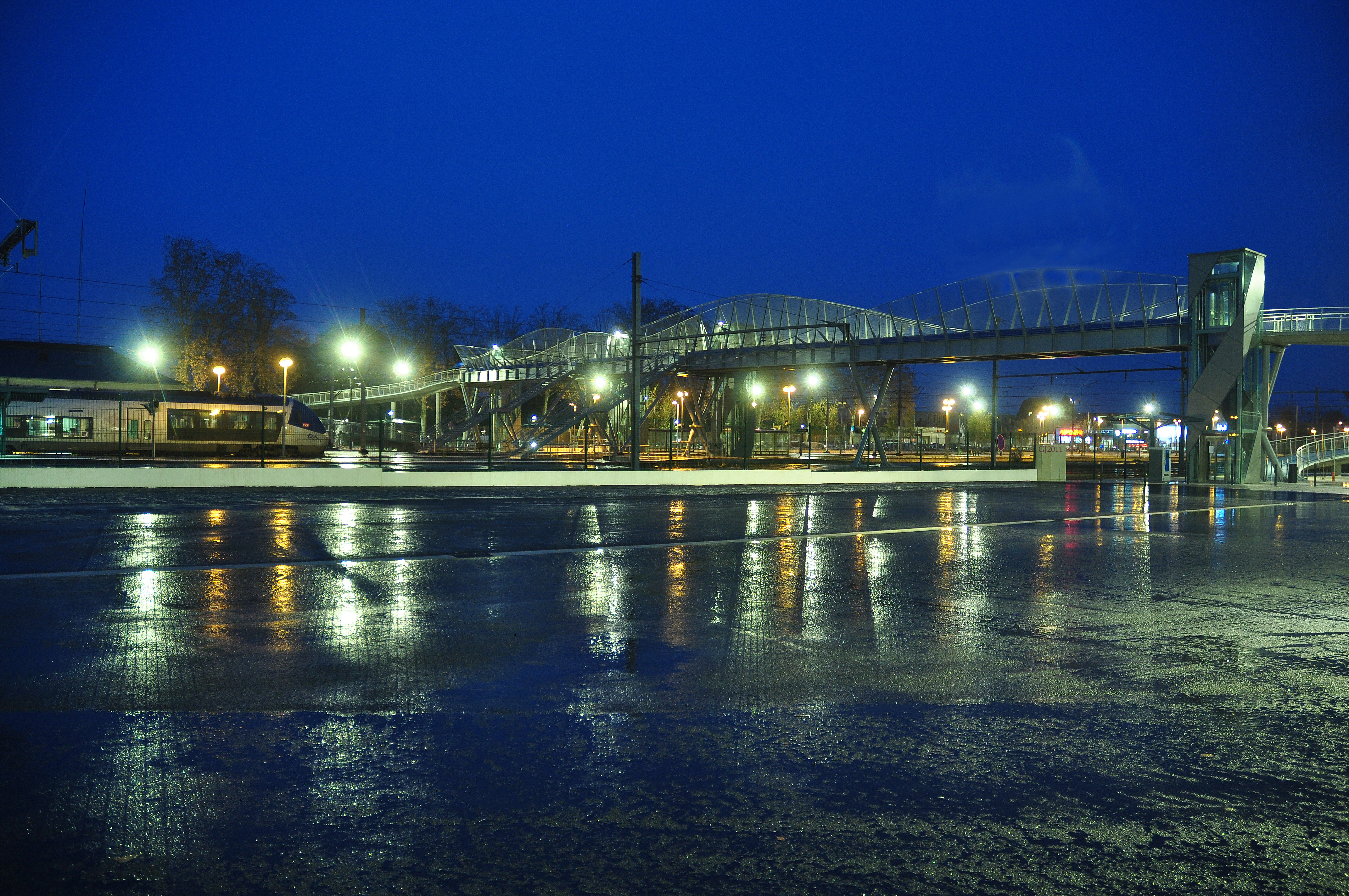
Passerelle.

### Desserte
Moulins-sur-Allier a toujours été une gare relativement importante de dessertes régionales et nationales bien que la fermeture, il y a quelques dizaines d'années, de nombreuses lignes ait légèrement mis un frein au développement du trafic régional. La desserte de la gare un jour ouvrable en 2014 est la suivante :

Installations
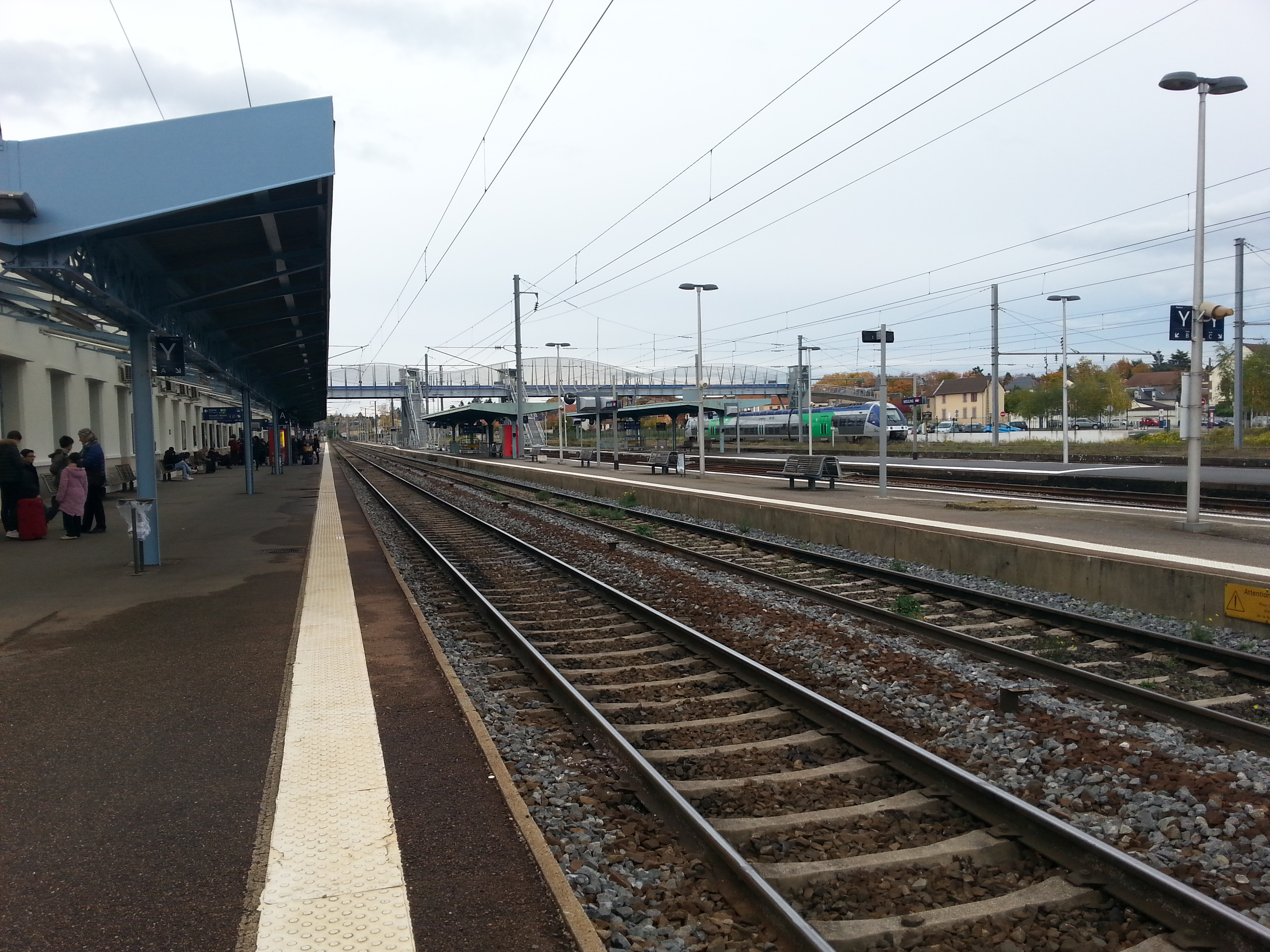
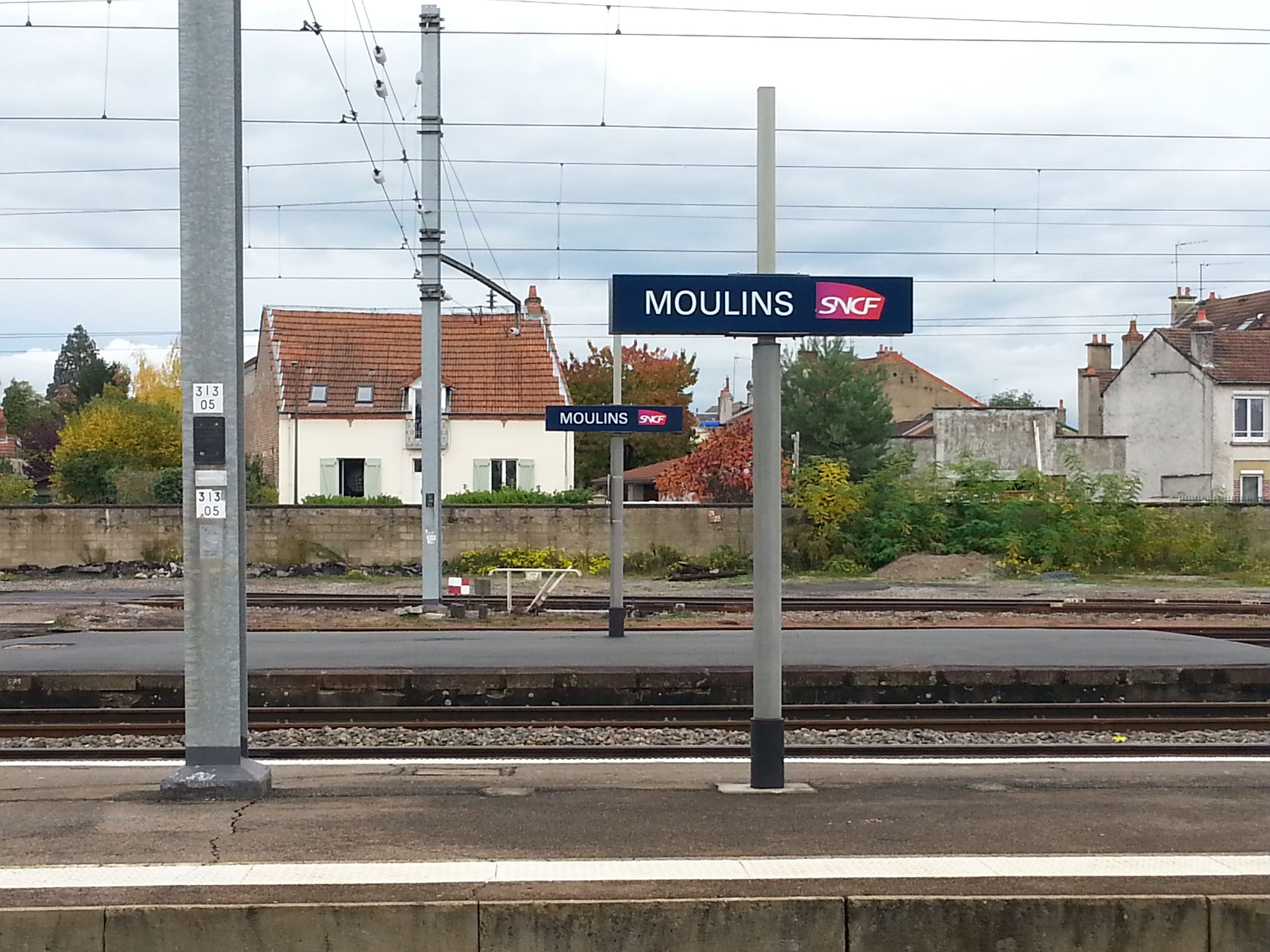
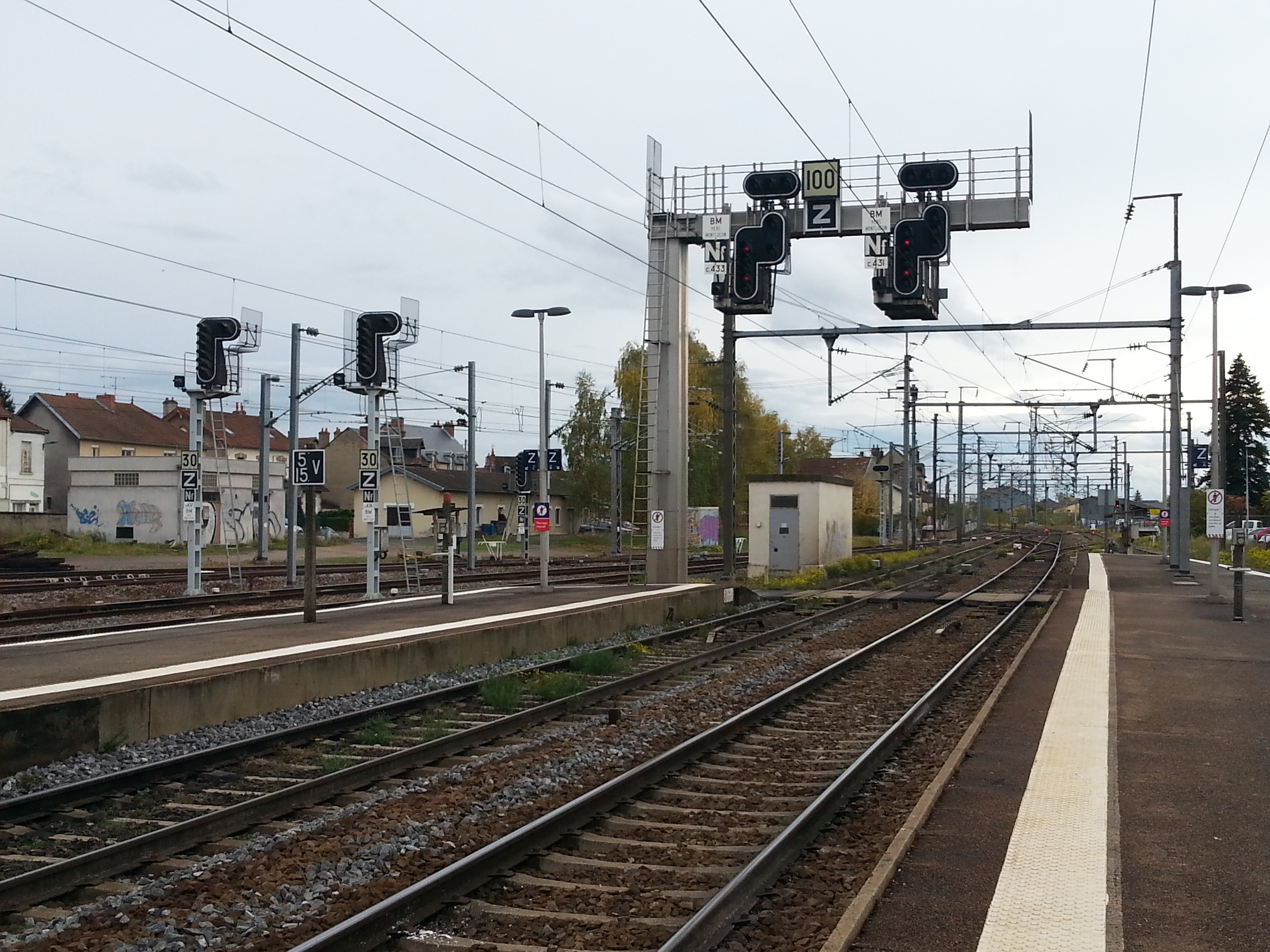

#### Intercités
Paris-Bercy (2 h 25, 7 allers et retours), réservation obligatoire ; Nevers (30 min, 9 allers et retours), réservation obligatoire pour les trains en direction de Paris, facultative sur Nantes – Tours – Lyon ; Vichy (25 min, 7 allers et retours), réservation obligatoire ; Roanne (1 h, 2 allers et retours) Riom (50 min, 7 allers et retours), réservation obligatoire ; Clermont-Ferrand (1 h, 7 allers et retours), réservation obligatoire; Tours (2 h 50, 2 allers et retours) ; Bourges (1 h 20, 2 allers et retours); Lyon-Part-Dieu (2 h 15, 2 allers et retours) ; Nantes (3 h 50, 2 allers et retours).

Desserte trains Intercités
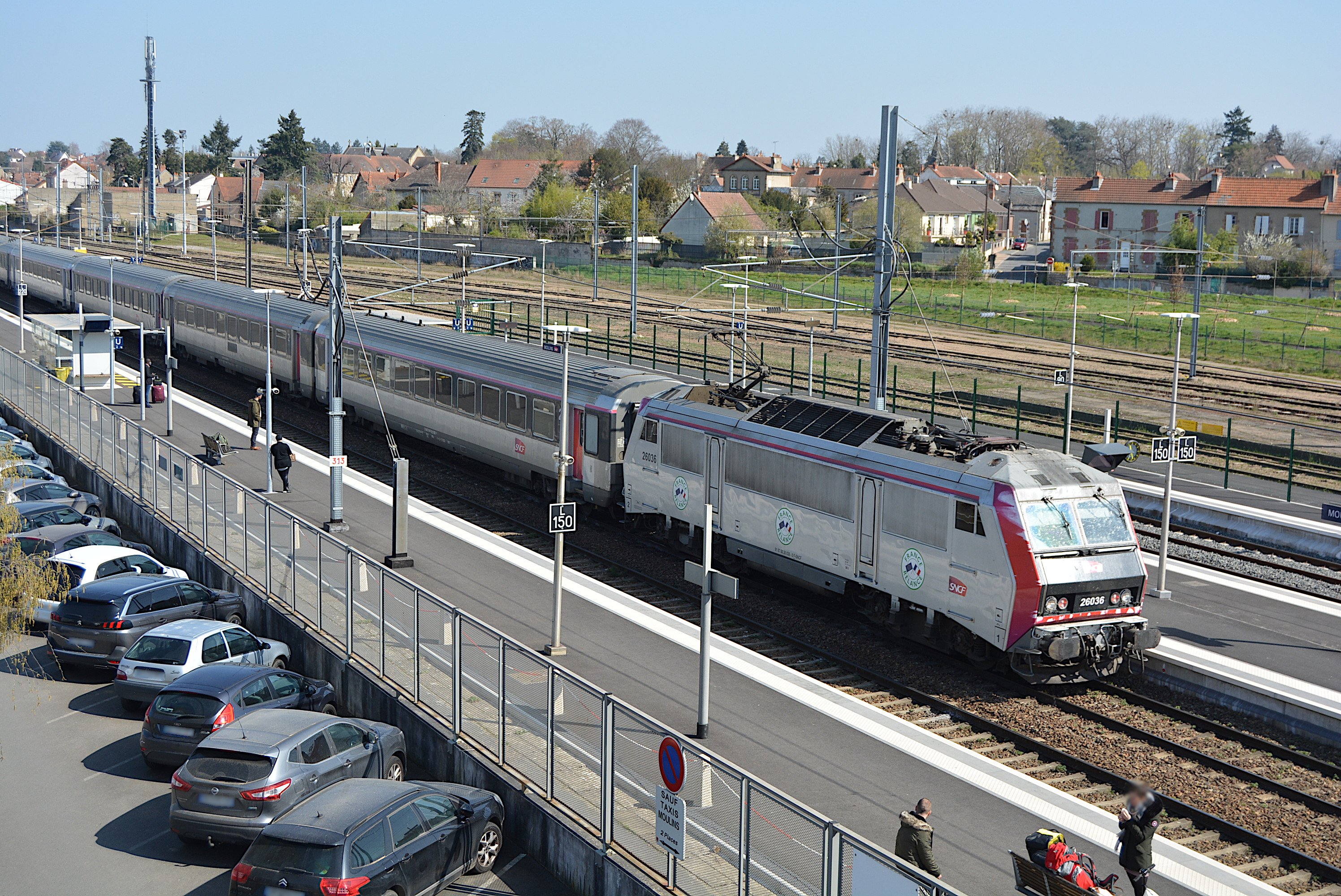
Un Intercités Paris – Clermont-Ferrand.
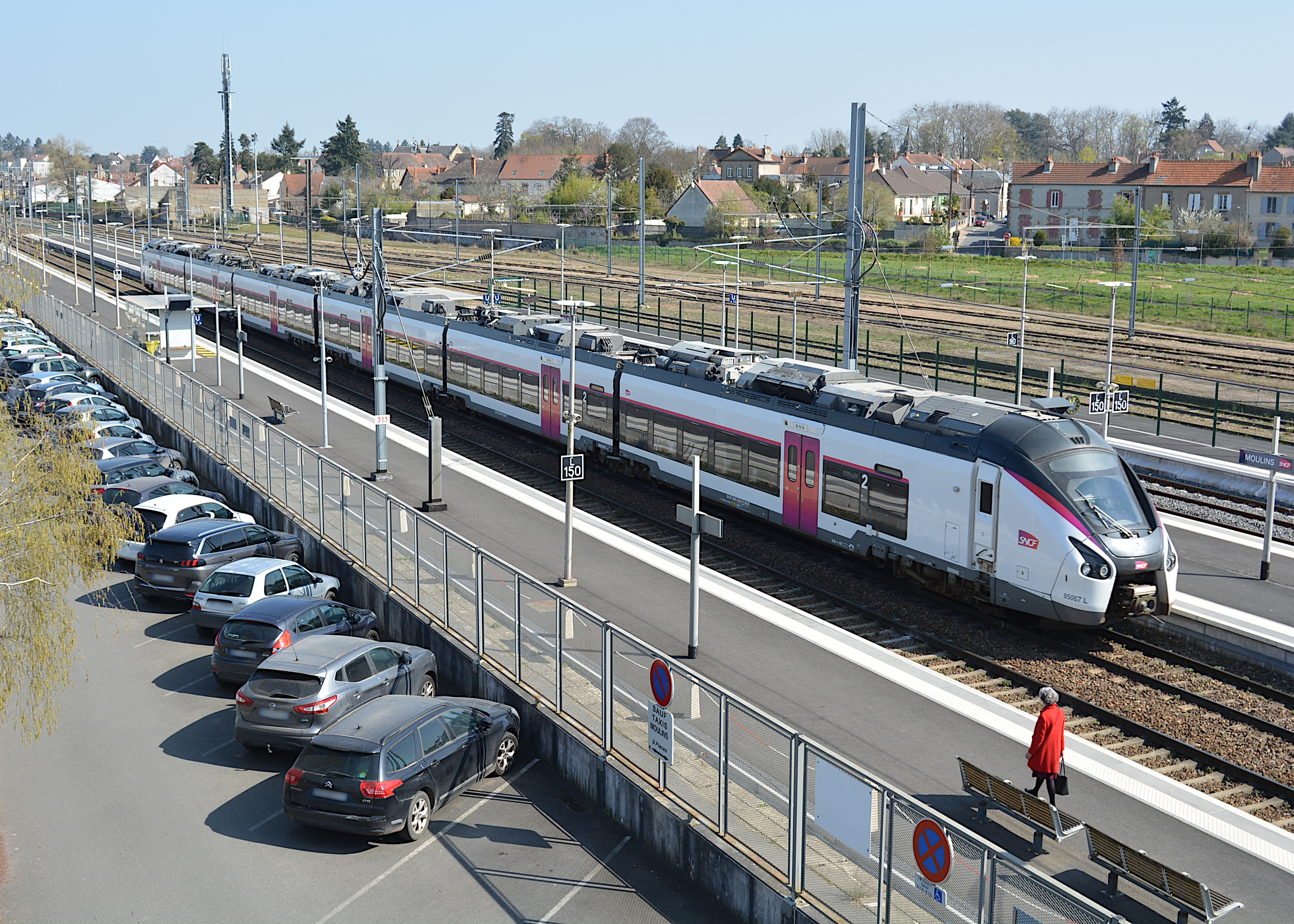
Un Intercités Nantes – Lyon.

#### Trains TER
Dijon-Ville (2 h 50, 1 aller et retour) ; Lyon-Perrache via Paray-le-Monial (3 h, 3 allers et 2 retours) ; Nevers (40 min, 4 allers dont 1 omnibus et 5 retours dont 2 omnibus) ; Saint-Germain-des-Fossés (25 min), Vichy (35 min), Riom (55 min) et Clermont-Ferrand (1 h 5) : 14 allers (plus 1 le lundi) et 13 retours, quelques-uns sont prolongés au sud vers Vic-le-Comte et Brioude.

Desserte trains TER
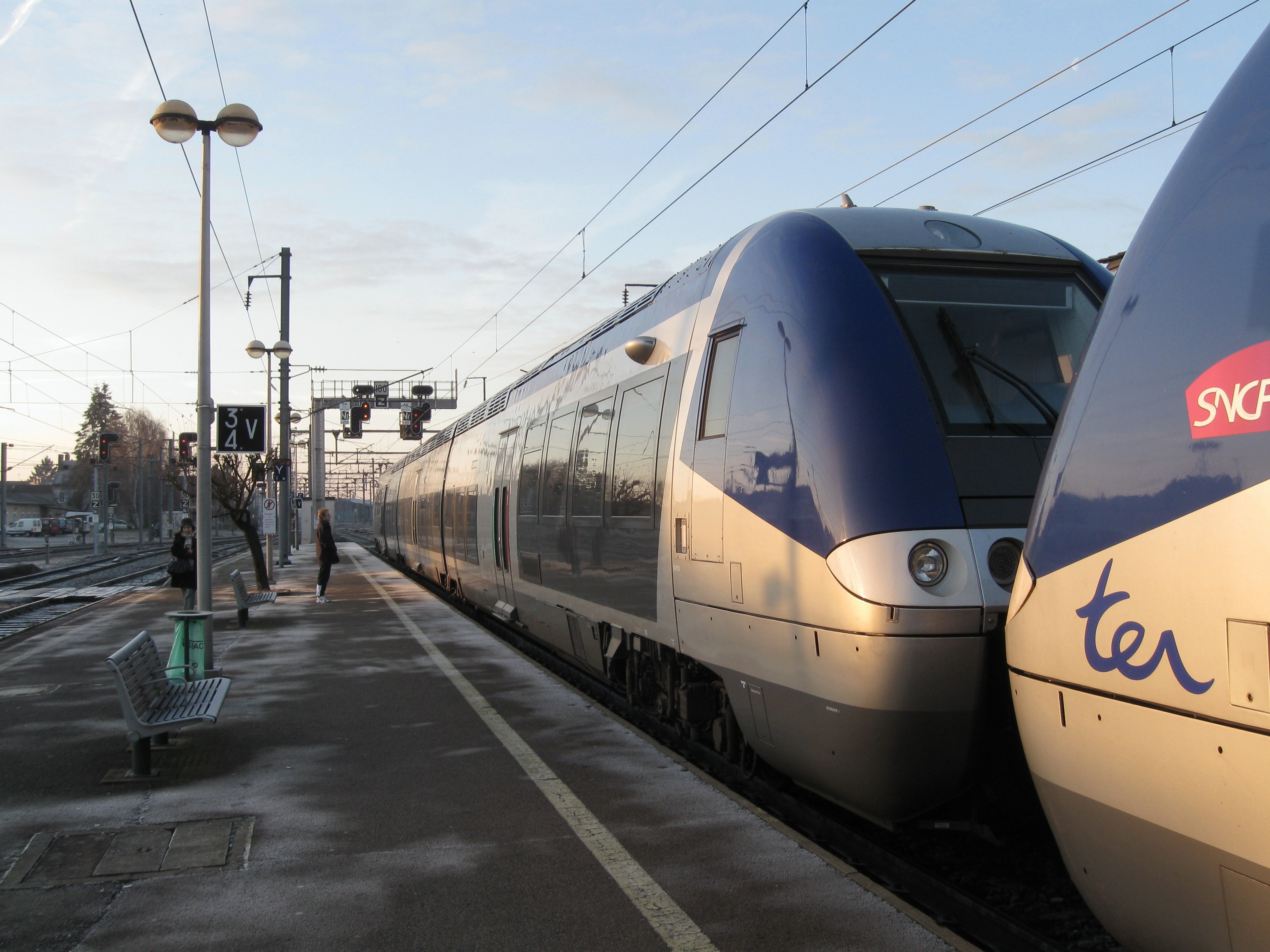
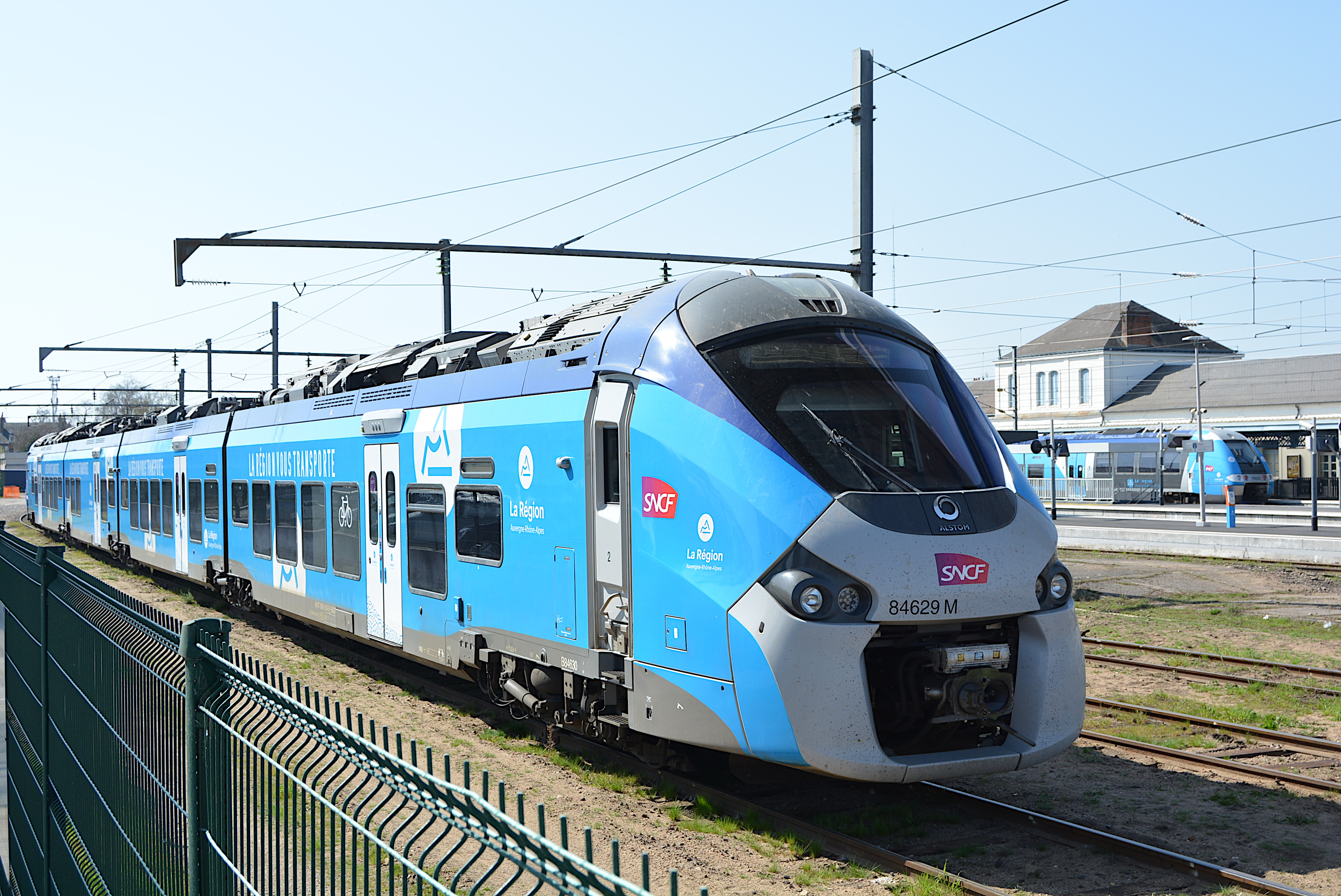
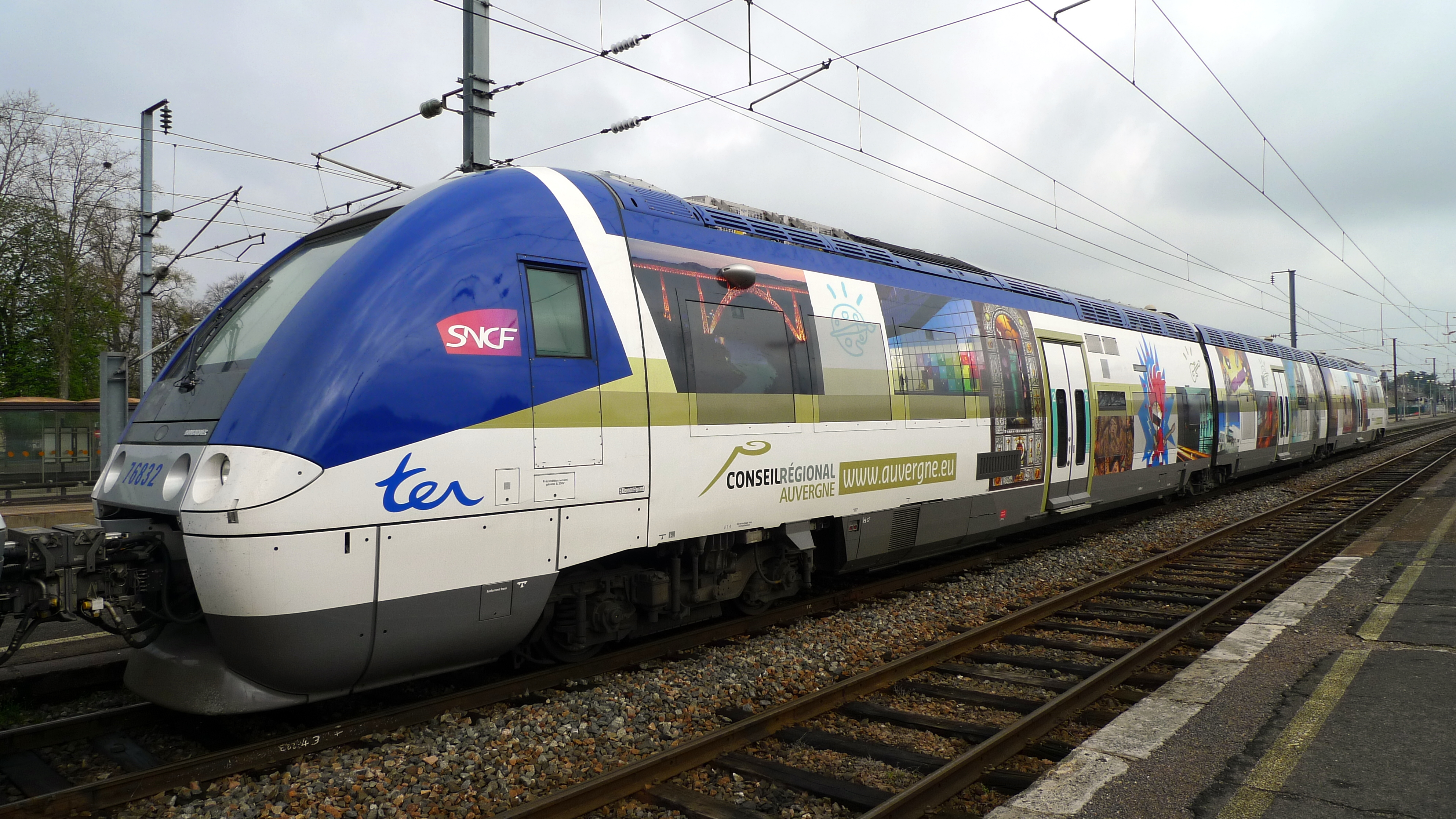

### Intermodalité
La gare dispose d'un arrêt des autobus de l'agglomération moulinoise des lignes suivantes : ligne A : Zone Commerciale Nord ↔ Fromenteau ; ligne B : Place des Martyrs ↔ Yzeure Le Plessis ; ligne C : Portes de l'Allier ou Portes d'Avermes ↔ Étoile ou Gare SNCF ; ligne F : Bressolles Les Plantes ↔ Yzeure Parking Grillet ou Yzeure Hôtel de Ville ; ligne H : Z.A. Le Larry ↔ Gare SNCF ; ligne I : Yzeure Hôtel de Ville ↔ Commissariat - Lycée Banville ou Collège Émile Guillaumin - Florilège ; Service T.A.D.  Campus : vers Place d'Allier, Lycée Théodore-de-Banville, École d'infirmiers, IUT - Champins, ESPE, Lycée Jean-Monnet et Lycée Agricole de Neuvy.
Elle est également desservie : par des cars TER : Nevers (1 h 20, 1 aller et retour) ; Paray-le-Monial (1 h 25, 5 allers et retours) et Vichy (1 h 20, 1 aller). 
Elle est aussi desservie par des Autocars régionaux des lignes suivantes : ligne B01 (ex-ligne A) : Moulins - Souvigny - Le Montet - Doyet - Montluçon ; ligne B03 (ex-ligne C) : Moulins - Cérilly - Bourbon-l'Archambault - Lurcy-Lévis ; ligne B04 (ex-ligne D) : Moulins - Chevagnes - Bourbon-Lancy ; ligne B08 (ex-ligne J) : Moulins - Neuilly-le-Réal - Jaligny-sur-Besbre - Le Donjon ;ligne B09 (ex-ligne K) : Moulins - Saint-Pourçain-sur-Sioule ; ligne B11 (ex-ligne N) : Moulins - Gennetines - Saint-Ennemond - Decize ; ligne B13 (ex-ligne Q) : Moulins - Toulon-sur-Allier - Bessay-sur-Allier - La Ferté-Hauterive - Saint-Gérand-de-Vaux - Saint-Loup - Varennes-sur-Allier ; ligne B16 (ex-ligne R) : Moulins - Buxières-les-Mines - Cosne-d'Allier.

## Service des marchandises
Cette gare est ouverte au service du fret (train massif et desserte d'installations terminales embranchées).

## Projets
La future ligne à grande vitesse POCL pourrait passer par Moulins ou à proximité. Des tracés sont à l'étude. Une période de débat public s'est ouverte le 4 octobre 2011 dont deux réunions à Moulins le 18 octobre et le 15 novembre 2011. La création de cette LGV permettrait de relier Moulins à Lyon et Orléans, approximativement, en 50 min, Paris en 1 h 20, Tours en 1 h 50, Lille en 2 h 40 et Marseille en 2 h 45. Que Moulins soit ou non sur cette ligne, celle-ci ne devrait pas entrer en service avant 2025[réf. nécessaire].